# Teorema Vogt-Russell
Il teorema Vogt-Russell (o teorema Russell-Vogt) è stato enunciato dagli astronomi Heinrich Vogt e Henry Norris Russell. Esso afferma che la massa e la composizione chimica di una stella determinano la sua luminosità, la sua struttura interna e la sua evoluzione. Oggi si ritiene che il teorema rappresenti solo un'approssimazione in quanto altri fattori intervengono, anche se in modo più limitato, nella determinazione dei parametri stellari.